# Myosauroides minnaari
Myosauroides minnaari és una espècie extinta de sinàpsid dicinodont de la família dels emidòpids que visqué en allò que avui en dia és el sud d'Àfrica durant el Permià superior, fa entre 254,1 i 259,5 milions d'anys. Se n'han trobat restes fòssils als afloraments de la zona d'associació Cistecephalus, a la província sud-africana del Cap Oriental. Es tracta de l'única espècie del gènere Myosauroides. El nom genèric Myosauroides significa ‘semblant a Myosaurus’ mentre que el nom específic minnaari significa ‘de Minnaar’ en llatí.